# ليديا (اسم)
ليديا (بالإنجليزية: Lydia)‏ هو الاسم الأول المؤنث. وهو مستمد من اليونانية Λυδία, Ludía ،    من λυδία (لوديا ؛ «الـجميلة»، «الـنبيلة»)، وهو شكل أنثوي من الاسم القديم الشخصي Λυδός (ليدوس). يقال إن منطقة ليديا سميت باسم ملك يدعى Λυδός ؛ الاسم ليديا أشار أصلاً إلى الأأصل أو إقامة في منطقة ليديا.

## في الكتاب المقدس
ليديا هو اسم في الكتاب المقدس: ليديا ثياتيرا، سيدة أعمال في مدينة ثياتيرا والشماس في سفر أعمال الرسل في العهد الجديد. لقد كانت أول من اعتنق على يد الرسول بولس في فيليبي ومن ثم اعتنقت المسيحية أولاً في أوروبا. استضافت ليديا بولس وسيلا بعد إطلاق سراحهما من السجن. من المحتمل أن ليديا كانت مضيفة كنيسة منزلية خلال تلك الفترة. وفقا لكولمان بيكر، «توصف ليديا بأنها» عباد الله «(ربما يكون مرادفًا لـ» God-fearer «، المستخدمة في أي مكان آخر في سفر أعمال الرسل)» من مدينة ثياتيرا «(الموجودة في غرب آسيا الصغرى) و» تاجرة قماش أرجواني «(عنصر فاخر في البحر الأبيض المتوسط القديم). وسرعان ما عمدت هي وأسرتها إلى تقديم الضيافة للضيافة الواعدين. يصبح منزل ليديا موقعًا للكنيسة في فيليبي، حيث كمستضيفة وربما قائدة لها. . . . وفقًا لسفر كتاب أعمال الرسل، أسس بولس وشركاؤه الكنيسة في فيليبي عندما عمدت ليديا وعائلتها. قد يتخيل المرء أن العديد من النساء من» مكان الصلاة«كانوا من بين أولئك الذين انضموا إلى ليديا في هذه الحركة الجديدة.» 

## اشخاص
- ليديا بيكر (1820–1890)، ناشطة لحقوق المرأة بريطانية وعالمة هاواية
- ليديا كابريرا (1899–1991)، عالمة أنثروبولوجيا وشاعرة
- ليديا كنعان، مغنية وكاتبة أغاني رائدة، من مواليد لبنان، إنسانية وناشطة
- ليديا تشيلد (1802-1880)، ناشطة معارضة أمريكية، ناشطة في حقوق المرأة، روائية وصحافية
- ليديا أفيري كونلي (1845 - 1924)، زعيمة اجتماعية أمريكية، ناشطة وكاتبة
- ليديا كورنيل (مواليد 1953)، الممثلة الأمريكية، المدونة والمذيعة الحوارية الإذاعية
- ليديا ديفيس (مواليد 1947)، مؤلفة أمريكية
- ليديا دان، البارونة دن (مواليد 1940)، سياسية من هونغ كونغ
- ليديا إيشفاريا (مواليد 1931)، ممثلة من بورتوريكو
- ليديا هويت فارمر (1842-1903)، مؤلفة أمريكية، ناشطة في مجال حقوق المرأة
- ليديا ماري فاي (1804-1878)، التبشيرية الأمريكية، مربية، كاتبة، ومترجمة
- ليديا رودريغيز فرنانديز (مواليد 1980)، مغنية البوب الإسبانية التي شاركت في مسابقة الأغنية الأوروبية عام 1999
- ليديا فيلد إميت (1866-1952)، رسامة أمريكية
- ليديا جيبسون (1891-1964)، فنانة أمريكية
- ليديا هاتويل زوكرمان (مواليد 1963)، مبارزة سيف الشيش الإسرائيلية
- ليديا هيرست (من مواليد 1984)، عارضة الأزياء الأمريكية والناشطة الاجتماعية
- ليديا كويدولا (1843-1886)، شاعرة إستونية
- ليديا كافينا (مواليد 1967)، لاعبة الثيرمين الروسية والقائدة
- ليديا كو (مواليد عام 1997)، ولدت في نيوزيلندا لاعبة غولف محترفة
- ليديا لامايسون (1914-2012)، الممثلة الأرجنتينية
- ليديا لاسيلا (مواليد 1982)، المتزلجة ة الأسترالية
- ليديا لازاروف (مواليد 1946)، بطلة العالم لليخوت الإسرائيلية
- ليديا ليتفياك (1921-1943)، طيارة مقاتلة روسة ي في الحرب العالمية الثانية
- ليديا لوبوكوفا، البارونة كينز (1892-1981)، راقصة الباليه الروسية
- ليديا غداء (مواليد 1959)، مطربة نو ويف أمريكانة
- ليديا ماكاي (مواليد 1977)، الممثلة الأمريكية والممثلة الصوتية
- ليديا مي (1896-1965)، رسامة إستونية
- ليديا ميندوزا (1916-2007)، عازفة الجيتار الأمريكية ومغنية موسيقى تيجانو
- ليديا ميلت (مواليد 1968)، مؤلفة أمريكية
- ليديا بينس (مواليد 1948)، مغنية أمريكية
- ليديا بينكهام (1819-1883)، أمريكية صاحبة مصنع للأدوية ذو برائات اختراع وسيدة أعمال
- ليديا بولغرين (مواليد 1975)، صحفية أمريكية
- ليديا شوم (1947-2008)، ممثلة من هونغ كونغ وكوميدية
- ليديا ستال (1890)، عميلة تجسس روسية
- ليديا فينيري (مواليد 1964)، الفنانة اليونانية
- ليديا لويزا أنا جدا (1823-1901)، كاتبة ومصورة أمريكية
- ليديا والستروم (1869-1954)، مؤرخة سويدية، مؤلفة ونسوية

## شخصيات خيالية
- ليديا، شخصية من سلسلة روايات جون فلاناغان، Brotherband
- ليديا شارب، شخصية من رواية لـسيلاس هاوس (أقصى الجنوب) حيث تكون الشخصية رمزية للمسيحي المتعصب
- ليديا، أحد أتباع (housecarl) شخصية غير قابلة للعب في لعبة الفيديو ذا إيلدر سكرولز5: سكايرم
- ليديا، شخصية من سلسلة الكتب المصورة الموتى السائرون
- ليديا، شخصية من البرنامج التلفزيوني فندق ترانسيلفانيا: السلسلة
- ليديا أسبن، في رواية حب ليديا لعام 1952
- ليديا ويكهام (<i id="mwjg">ني</i> بينيت)، شخصية من رواية جين أوستن، كبرياء وتحامل
- ليديا برانويل، شخصية في برنامج تلفزيوني صائدو الظل
- ليديا برينر، شخصية في فيلم الطيور
- ليديا براون، شخصية في فيلم ولادة أمة
- ليديا ديفيس، شخصية من المسلسل التلفزيوني الثأر
- ليديا ديتز، شخصية في عام 1988 فيلم روائي طويل بيتلجوس وبرنامج تلفزيوني لاحقا Beetlejuice
- ليديا دوس، وهي فرقة بارعة في «صفارات الإنذار» من رواية جيمس جويس في القرن العشرين، أوليسيس
- ليديا فوكس، شخصية من برنامج آرثر التلفزيوني
- ليديا غونزاليس، مصارعة الثيران من فيلم بيدرو ألمودوبار 2002، الحديث معها
- ليديا غويلت، فام فتالي في رواية ويلكي كولينز، أرماديل
- ليديا هادلي، أم في قصة راي برادبري القصيرة، ذا فيلدت
- ليديا هيلارد، في فيلم السيدة داوتفاير عام 1993
- ليديا كارينين، شخصية سابقة في المستشفى العام لأوبرا الصابون على ABC
- ليديا كينغ، شخصية في رواية تشارلز بوكوفسكي لعام 1982 «هام أون راي»
- ليديا لانغيتش، شخصية في مسرحية ريتشارد برينسلي شيريدان الأولى، المنافسون [7]
- ليديا مارلو، شخصية في المرأة في الأخضر
- ليديا مارتن، شخصية من برنامج تلفزيوني على قناة MTV ذئب مراهق وعازفه هولاند رودن
- ليديا ماكسويل، شخصية من فيلم عام 1987 الفضاء الداخلي ، صورت من قبل ميج ريان
- ليديا رودارتي كويل، شخصية في مسلسل اختلال ضال
- ليديا، كونتيسة والدن، شخصية في رواية كين فوليت عام 1982 «رجل من سان بطرسبرغ»
- ليديا «ليدي» وورثين، الشخصية الرئيسية في الرواية التاريخية عام 1991 ليدي لكاثرين باترسون والفيلم تلفزيوني 1993 على أساسها
- رايفن ليديا باكستر، الشخصية الفريدة لذاتس سو رايفن

## آخرون
- إتش إم إس ليديا ، سفينة خيالية قائدها هو هوراشيو هورن بلاور في رواية سي إس فورستر بعنوان عودة سعيدة (تسمى Beat to Quarters في الولايات المتحدة)
- USS Lydia (SP-62) ، سفينة دورية أمريكية في الفترة من 1917 إلى 1919
- USS Lydia (ID-3524) ، وهي سفينة شحن أمريكية تعمل من 1918 إلى 1919